# 斯库尔佐伦戈
斯库尔佐伦戈（義大利語：Scurzolengo），是意大利阿斯蒂省的一个市镇。总面积5.31平方公里，人口626人，人口密度117.9人/平方公里（2009年）。ISTAT代码为005103。